# Casandria emittens
Casandria emittens là một loài bướm đêm trong họ Noctuidae.